# 刘鹤
刘鹤（1952年1月25日—），汉族，河北昌黎人，生于北京，中国共产党、中华人民共和国政治人物，原副国级领导人。拥有教授職稱，曾任中国共产党第十八届、十九届中央委员，第十九届中共中央政治局委員、中央财经委员会办公室主任、国务院副总理（排名第四）、国家科技领导小组副组长等职务。曾任中央财经领导小组办公室主任、中央经济体制和生态文明体制改革专项小组组长，国家发展和改革委员会副主任、黨組副書記。刘鹤亦是中共中央总书记习近平的重要财经智囊，被视为习近平派系的重要成员。

## 生平

### 早年
劉鶴中學畢業於有不少紅二代就讀的北京市海淀区101中學，與习近平為同一中學毕业生。
1969年4月劉鶴参加工作，在文化大革命期间以知青身分在吉林省洮南县瓦房公社插队。1970年入伍，隸屬中国人民解放军陆军第三十八军一一二师高炮团五十七营二连，曾任副班长。三年後退役，轉至北京无线电厂工作至1979年，期間在1976年12月加入中国共产党，並在該廠擔任团委干事、书记等職。
1979年，劉鶴在中国人民大学二分校繼續學業，就讀工业经济系工业经济管理专业；1983年畢業後留校任工业经济系教师，修讀工业经济硕士。

### 中央機關
1986年碩士畢業後，劉鶴短暫地在国务院发展研究中心工作。一年後，調至國家計劃委員會，在該委員會工业综合局工作。1988年晉升至領導崗位，為产业政策司产业结构处副处长，後為处长。1991年起擔任国家计委长期规划和产业政策司产业结构处处长，期間曾以访问学者身份到美国薛頓賀爾大學工商学院參與研究及教學工作（1992年1月至1993年1月）。
回國後，劉鶴擔任国家计委政策研究室副主任。翌年調任长期规划和产业政策司副司长。在1994年7月，他再遠赴美國在哈佛大学約翰·F·甘迺迪政府學院国际金融和贸易专业修讀公共管理硕士，並在1995年6月取得學位。1998年，劉鶴調至國家計劃委員會下屬的国家信息中心，擔任正局级常务副主任，兼中国经济信息网公司董事长。2001年，他進入国务院，任国务院信息化工作办公室副主任、党组成员，同時為国家信息化专家咨询委员会主任。

### 中央财经领导小组
2003年起，劉鶴在隶属中国共产党中央委员会的中央财经领导小组出任办公室副主任。在2011年起兼任国务院发展研究中心党组书记、副主任。2012年，他成為中国共产党第十八届中央委员会委員。翌年晉升為中央财经领导小组办公室主任，改任国家发展和改革委员会副主任、党组成员。在發改委中，他分管經濟體制綜合改革司，負責指導推進經濟體制改革。期間，據報他曾為三任中共中央總書記（江、胡、習）起草經濟講話稿。
2014年，劉鶴在留任中央财经领导小组办公室主任及国家发展和改革委员会副主任的同時，提拔為國家發改委党组副书记。該年十一月，刘鹤在浙江财经大学獲頒第16届（2014年度）孙冶方经济科学奖，其在2012年发表的《两次全球大危机的比较研究》获得论文奖。該文提出：「无论国际风云如何变幻，集中力量办好自己的事是我们应对外部巨大冲击、实现我国和平崛起的根本之策。我们要借鉴历史上大国崛起的经验，警惕卷入不必要的国际事件，切实集中力量、重点突出，扎扎实实地办好自己的事。」
2017年4月，劉鶴兼任中央全面深化改革领导小组经济体制和生态文明体制改革专项小组组长。

### 晋升政治局委员

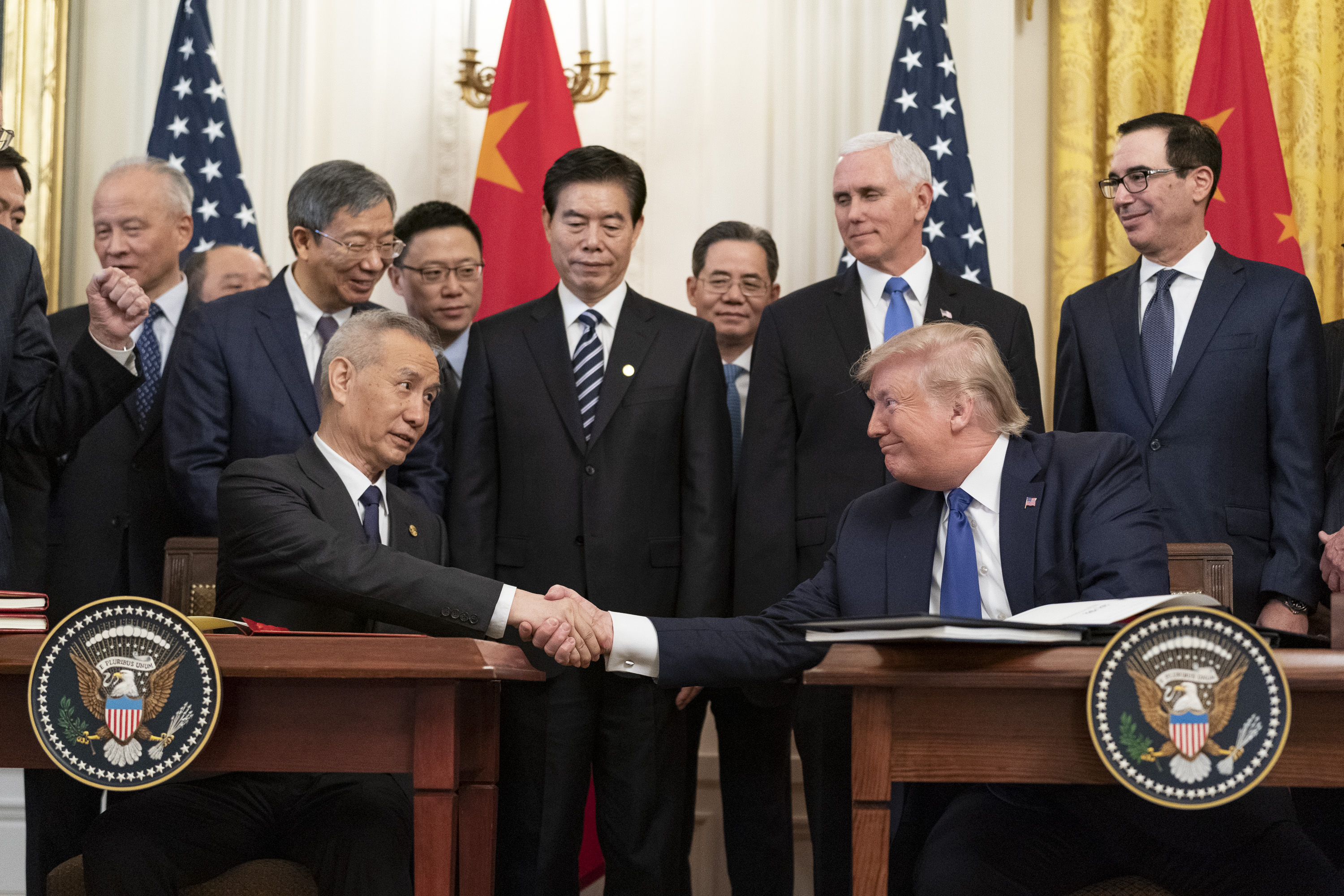
2020年1月15日，刘鹤与美国总统唐纳德·特朗普在白宮签署第一阶段贸易协议。

2017年10月25日，65岁的劉鶴在中共十九届一中全会上当选中共中央政治局委员，成为党和国家领导人，并繼續擔任中央财经领导小组办公室主任，国家发展和改革委员会副主任、党组副书记。2018年1月，率团出席达沃斯论坛，在致辞中介绍了中国未来几年的经济政策方向，并指出推动世界经济从周期性复苏走向可持续的增长，需要国际社会共同努力。
2018年3月19日，根据国务院总理李克强提名，刘鹤与韩正、孙春兰、胡春华一道成为第13届国务院副总理，排名第四，主管金融、科技、工业等工作，并出任中央财经委员会办公室主任。此外，他还担任中美全面经济对话中方牵头人，直接负责应对中美贸易争端。2018年8月出任由李克强领导的国家科技领导小组副组长。
当地时间2020年1月15日上午，中美第一阶段经贸协议签署仪式在美国白宫东厅举行。中共中央政治局委员、国务院副总理、中美全面经济对话中方牵头人刘鹤与美国总统特朗普共同签署协议文本并致辞。
2022年3月22日，刘鹤和国务委员王勇作为中共中央、国务院代表被派往广西梧州处置东航MU5735坠毁事故。

### 退休
2022年10月23日，刘鹤在中共二十届一中全会后卸任中共中央政治局委员。
2023年1月18日，作为副总理出席瑞士达沃斯世界经济论坛2023年年会并致辞，说“现在有人说中国要搞计划经济，这是根本不可能的，中国人民是不会走这条路的”。 习近平2023年3月连任国家主席后，新华社发出特稿披露刘鹤發表此言是习近平事先授意的。
2023年3月，71岁的刘鹤在十四届全国人大一次会议后卸任国务院副总理职务。
2023年6月23日《南华早报》引述五名消息人士报道，中国前副总理刘鹤在今年3月中国领导层人事改组卸下所有职务后，仍参加中国政府有关经济事务的内部会议，并具有很高的影响力，并称中国领导层高度评价刘鹤丰富的经验和知识。
2023年7月7日，刘鹤会见了访华的美国财政部长珍妮特·耶伦。当天，中国媒体《环球时报》官方网站环球网在报道这次会见时，称刘鹤为“中国国务院前副总理、中央财经委员会办公室主任”，让外界认为刘鹤在卸任副总理职务后，仍继续担任中央财办主任一职。但是，7月11日，环球网修改了这篇报道的措辞，删去了“中央财经委员会办公室主任”，只称刘鹤为“中国国务院前副总理”；7月12日，环球网第二次修改这篇报道，称刘鹤为“中国国务院原副总理、中央财经委员会办公室原主任”。外界认为，这两次改动表明，刘鹤此时已不再担任中央财办主任职务，但仍继续作为中国决策层在财经领域的重要幕僚发挥作用。
2023年9月28日，刘鹤在北京出席了庆祝中华人民共和国成立74周年招待会。
2024年4月8日，刘鹤再度以国务院前副总理身份会见访华的耶伦。

## 争议

### 中美贸易战
作为在中美貿易戰中签署中美第一阶段协议的代表，因协议部分内容对中国不利，刘鹤一度被網民比喻为晚清重臣李鸿章，而该协议也被比喻為喪權辱國的马关条约。美国之音报道指，美国总统唐纳德·特朗普前首席策略师斯蒂芬·班农评价此次条约签署是“最后，我们几乎什么也没有放弃。坚持关税，打垮了中国共产党。”美国海曼资本管理公司创始人卡尔·巴斯评价该条约“我知道，协议看起来是考虑到双方，但实际上中国让步了很多。”2022年中美第一阶段协议签署两年后中美贸易逆差不减反增。《BBC》甚至表示2000亿美元协议“中国最后一点也没买”。拜登政府对于特朗普时期签署的协议也充满质疑，有分析认为如果继续沿用特朗普政府的对华贸易政策容易让拜登的对手批评他缺乏自己的政策主张，拜登政府有意在回避特朗普时期签署的协议，同时强调政府在制定自己的对华政策。有观点认为拜登政府有意默许中国政府不执行特朗普时期签署的协议，以显示特朗普政府时期对华政策的全面失败，若中国遵守协议反会让现任的拜登政府更为尴尬。

### 中国多个银行原油期货事件
2020年4月20日，因西得克萨斯中间基原油收报-37.63美元/桶，中国银行原油宝产品参考该价格结算或移仓。此举引发投资者哗然。多個投資者表示，中行原油寶未能夠主動根據合約交割時間20日晚上10時，轉倉至6月，又於22日將5月合約結算價格定格在-37.63美元，或-266.12元人民幣，意味投資者在收市價-37.63美元被平倉，因此產生巨額虧損。5月5日，刘鹤主持召开金融会议，在此会议上，刘鹤对涉多个银行原油期货事件进行讨论分析，定调银行客户亏损由客户自行承担，中国银行“原油宝”事件因产生负值，存在违约行为，由中国银行按照20%最低赔付标准进行统一赔付，同时要求最高人民法院对涉银行原油期货案件不予立案，逐步清退所有银行类期货金融衍生品种业务，期间所产生的损失转嫁客户承担。

## 家庭
- 祖父：刘雨楼
- 父親：劉植巖（1918年2月7日－1967年12月12日）：河北昌黎城郊区两河村人。小学毕业后考入北平师范大学附属中学，與中共元老陈云的秘書劉家棟是中學同班同學。劉植巖参加过“一二·九”学生运动。1936年加入中国共产党。1949年后，任中组部干部处长。1958年任昆明市委书记处书记，后增补为中共云南省委常委。1965年任中共中央西南局书记处书记兼秘书长、组织部部长，行政级别7级。[來源請求]劉植巖與第一任妻子育有1子劉鶴，後離婚與第二任妻子育有1子1女，女儿刘茶后成为龚正妻子。“文化大革命”开始后劉植巖被“打倒”，遭受残酷批斗。1967年12月12日在成都锦江宾馆跳楼自杀，终年49周岁。
- 兒子：劉天然，曾擔任經濟觀察報記者，原投資公司“天壹紫騰”主席，參與對騰訊及京東投資。劉鶴擔任副總理後，劉天然按規定辭去主席一職並轉讓股份，但仍秘密為該公司進行交易，天壹紫騰5年內資產規模超過100億人民幣；天壹紫騰高管唐萌曾任職於中華人民共和國國家安全部。[3]